# Robinson Chalapud
Robinson Eduardo Chalapud Gómez (Ipiales, Nariño, 8 de marzo de 1984) es un ciclista profesional que ha corrido en diferentes equipos nacionales. Desde 2022 corre para el equipo ecuatoriano Team Banco Guayaquil Ecuador de categoría Continental.

## Historia
Debutó como profesional en el Café de Colombia en 2007. En 2010 compitió en el Circuito Montañés realizado en España donde fue clave para que Fabio Duarte se coronara Campeón siendo el equipo colombiano líder.
En 2011 se ubicó 6.º en el G. P. Miguel Induráin y fue 5.º en el Tour de l'Ain. En 2015 se coronó campeón en el Campeonato de Colombia de Ciclismo en Ruta en tierras antioqueñas.

## Palmarés
2015
- Campeonato de Colombia en Ruta

2019
- Vuelta Independencia Nacional, más 1 etapa
- Vuelta al Lago Qinghai[3]

2021
- 1 etapa de la Vuelta a Colombia

2022
- 1 etapa de la Vuelta a Colombia
- 2 etapas de la Vuelta a Guatemala
- Vuelta al Ecuador, más 1 etapa

2023
- Vuelta al Ecuador, más 1 etapa

2024
- 1 etapa de la Vuelta al Ecuador

## Resultados en Grandes Vueltas
Durante su carrera deportiva ha conseguido los siguientes puestos en Grandes Vueltas:
| Carrera | Carrera         | 2013 | 2014 | 2015 | 2016 | 2017 | 2018 | 2019 | 2020 | 2021 | 2022 | 2023 | 2024 |
| ------- | --------------- | ---- | ---- | ---- | ---- | ---- | ---- | ---- | ---- | ---- | ---- | ---- | ---- |
|         | Giro de Italia  | 94.º | 75.º | —    | —    | —    | —    | —    | —    | —    | —    | —    | —    |
|         | Tour de Francia | —    | —    | —    | —    | —    | —    | —    | —    | —    | —    | —    | —    |
|         | Vuelta a España | —    | —    | —    | —    | —    | —    | —    | —    | —    | —    | —    | —    |

—: no participa

Ab.: abandono

## Equipos
- Colombia es Pasión (2007-2011)
  - Colombia es Pasión Team (2007)
  - Colombia es Pasión-Coldeportes (2008-2009)
  - Café de Colombia-Colombia es Pasión (2010)
  - Colombia es Pasión-Café de Colombia (2011)
- Colombia-Coldeportes/Colombia (2012-2014)
  - Colombia-Coldeportes (2012)
  - Colombia (2013-2014)
- Orgullo Antioqueño (2015)
- Inteja-MMR (07.2016-12.2016)
- GW Shimano (2017)
- Medellín (2018-2021)
- Team Banco Guayaquil Ecuador (2022-2024)